# Indira Bajramovic
 (juin 2023).
Pour les articles homonymes, voir Bajramović.
Indira Bajramović est une militante et économiste rom qui travaille depuis plus de 20 ans à l'amélioration de la condition des femmes roms en Bosnie-Herzégovine. Elle est la directrice de l'association des femmes rroms "Better Future" (en serbo-croate : Bolja budućnost ou en français : Futur meilleur) de Tuzla, qu'elle a fondée en 2000.
Bajramović a travaillé pour fournir assistance et soutien aux villages roms ruraux et a également plaidé pour que les Roms bénéficient de l'égalité des chances en Bosnie-Herzégovine. Plus précisément, Bajramović s'est concentrée sur la sensibilisation aux difficultés rencontrées par les femmes roms au chômage et les victimes de violences et d'abus domestiques.

## Militantisme
L'association de Bajramović se concentre sur la fourniture de produits alimentaires et d'hygiène ainsi que de fournitures scolaires pour les jeunes enfants des communautés roms. De plus, l'association s'emploie à proposer des examens médicaux privés aux femmes démunies, notamment pour dépister le cancer du sein.

### Pandémie de covid-19
Au cours de l'été 2020, au milieu de la pandémie de COVID-19, Bajramović et sa fondation se sont associées au Réseau des femmes roms de Bosnie-Herzégovine, à la Fondation communautaire de Tuzla et au Forum international de solidarité Emmaüs pour fournir 700 colis d'aide aux communautés roms locales autour de Kiseljak. Bajramović a aidé à coordonner la distribution de 400 repas par jour une fois tous les 3 jours avec des bénévoles. Elle s'est également engagée dans plusieurs projets de construction dont celui d'un terrain de football et d'une salle de jeux pour enfants. De plus, elle a participé à la reconstruction d'un canal endommagé, qui avait auparavant conduit à l'inondation de nombreuses maisons locales.
En plus de fournir une assistance aux communautés roms pendant la pandémie, Bajramović a également documenté des carences dans les zones rurales qui ont été encore exacerbées par la pandémie. Elle a souligné la faible proportion d'étudiants des communautés roms participant aux cours en ligne, et le taux croissant de violence domestique et de discrimination dans les soins de santé. Elle a particulièrement souligné le manque de disponibilité des tests COVID-19 dans ces communautés rurales.

## Politique
Bajramović s'est présentée aux élections pour le conseil municipal de Tuzla en tant que neuvième de la liste de l'Union pour un avenir meilleur de la Bosnie-Herzégovine. Elle n'a pas été élue. Au total, 20 femmes roms se sont présentées, mais aucune n'a été élue conseillère. Lors de l'élection, 47 hommes roms se sont également présentés, dont 6 sont devenus conseillers. Bajramović a attribué le manque de succès des femmes à leur focalisation sur le travail communautaire au lieu d'une campagne visible. Elle a également attiré l'attention sur la division du vote entre de nombreux nouveaux partis et a exhorté les Roms à se regrouper derrière un seul candidat, tout en saluant le nombre de candidats roms supérieur aux années précédentes,.